# Hermann-Josef Bunte
Hermann-Josef Bunte (* 22. Dezember 1941 in Papenburg) ist ein deutscher Rechtswissenschaftler und Kunstsammler.

## Beruflicher Werdegang
Bunte studierte nach dem 1961 am Gymnasium Papenburg erworbenen Abitur Rechtswissenschaften in Hamburg, Freiburg und Münster.
Nach dem Ersten Staatsexamen 1969 folgte der Referendardienst in Nordrhein-Westfalen (Münster und Bielefeld). 1970 wechselte er nach Bielefeld. 1972 legte er das Zweites Staatsexamen ab und war danach wissenschaftlicher Assistent an der Universität Bielefeld. 1974 erfolgte die Promotion mit einer gesellschaftsrechtlichen und konzernrechtlichen Arbeit zum Doktor jur. Von 1974 bis 1978 war Bunte Richter am Landgericht Bielefeld. Ab 1978 war er zunächst Professor an der Fachhochschule Hagen, später an der Fachhochschule Münster.  1985 nahm er einen Ruf an die Universität der Bundeswehr Hamburg an, wo er bis zu seiner Emeritierung 2001 einen Lehrstuhl für Bürgerliches Recht, Handelsrecht, Gesellschaftsrecht und Wirtschaftsrecht innehatte. Daneben war Bunte auch Richter am Hanseatischen Oberlandesgericht Hamburg im Nebenamt. Von 2004 bis 2012 war Bunte Of Counsel der deutschen Kartellrechtsgruppe der Kanzlei Allen & Overy. 2012 zog er nach Bielefeld, seitdem Tätigkeit als Einzelanwalt.
In seinen Tätigkeitsschwerpunkten ist Bunte Herausgeber bzw. Mitherausgeber bekannter Werke im Bereich des Wirtschaftsrechts, insbesondere des  Kartell- und Bankrechts.

## Kunstsammlung
Die „Sammlung Hermann-Josef Bunte“ mit circa 1.500 Werken von circa 40 deutschen Künstlern des 20. Jahrhunderts ist aufgrund der einzigartigen Auswahl und der außergewöhnlichen Qualität der Kunstwerke mittlerweile sowohl national als auch international als herausragende Sammlung der Klassischen Moderne bekannt.
Im Mittelpunkt der Sammlung stehen die Werke des 1914 im Alter von 23 Jahren gefallenen Künstlers Hermann Stenner. Daneben gehören zur Sammlung auch Arbeiten des süddeutschen „Hölzel-Kreises“ und des Westfälischen Expressionismus. Während seiner Hamburger Zeit entstand der zusätzliche Schwerpunkt mit Künstlern der Hamburger Sezession. Dieser Teil der Sammlung wurde 2002 von der Hamburger Sparkasse als „Geschenk an die Hamburger“ aufgekauft und der Hamburger Kunsthalle und dem Hamburger Museum für Kunst und Gewerbe als Dauerleihgabe zur Verfügung gestellt. Ab Januar 2019 präsentiert das Bielefelder Kunstforum Hermann Stenner die Stenner-Bilder aus der Sammlung Bunte als Dauerleihgabe.
Die Sammlung Bunte wurde seit 1995 vielfach ausgestellt. Daneben viele Leihgaben aus der Sammlung für Themenausstellungen in namhaften Museen im In- und Ausland zur Verfügung gestellt.
Ende 2023 wurde die gesamte Sammlung vom Auktionshaus Ketterer in München versteigert.

## Veröffentlichungen
- Bunte, Kartellrecht – Kommentar, 2 Bände, 14. Auflage 2022, 4.762 Seiten (Band 1: Deutsches Kartellrecht 2.280 Seiten, Band 2: Europäisches Kartellrecht 2.395 Seiten), Luchterhand-Verlag, ISBN 978-3-472-09700-6
- Bunte/Stancke: Kartellrecht, 4. Auflage 2022, 633 Seiten, Verlag C. H. Beck, ISBN 978-3-406-75489-0
- Ellenberger/Bunte: Bankrechts-Handbuch, 2 Bände, 6. Auflage 2022, Band 1: 3.005 Seiten, Band 2: 3.301 Seiten, Verlag C. H. Beck, ISBN 978-3-406-74430-3
- Bunte/Zahrte: AGB-Banken, AGB-Sparkassen, Sonderbedingungen, 6. Auflage 2023, 1.098 Seiten, Verlag C. H. Beck, ISBN 978-3-406-78685-3.